# District d'Anpachi

Le district d'Anpachi (安八郡, Anpachi-gun) est un district de la préfecture de Gifu au Japon.
Au 1er mai 2014, sa population était de 44 300 habitants pour une superficie de 59,31 km2

## Communes du district
- Anpachi
- Gōdo
- Wanouchi